# Doris Ruge
Doris Ruge (* 18. Dezember 1946 als Doris Obermark in Langenberg (Rheinland)) ist eine deutsche Lektorin und Schriftstellerin.

## Leben
Doris Ruge absolvierte nach dem Abitur eine kaufmännische Ausbildung. Sie wirkte als Lektorin für diverse Verlage aus dem Schul- und Fachbuchsektor. Bis 2001 lebte sie in Sankt Augustin. Neben ihrer beruflichen Tätigkeit veröffentlicht sie seit Ende der 1970er Jahre literarische Texte; außerdem organisiert sie Autorenlesungen und leitete von 1987 bis 2001 eine Literaturbühne in Bonn. Seit ihrem Umzug ins schleswig-holsteinische Rabenholz im Jahre 2001 ist Ruge als freie Lektorin und Schriftstellerin tätig; daneben leitete sie Schreibwerkstätten.
Doris Ruges literarisches Werk besteht vorwiegend aus erzählender Prosa.
Doris Ruge gehörte von 1986 bis 1999 der GEDOK an; von 2003 bis 2013 war sie Mitglied des Autorenverbandes "Schriftsteller in Schleswig-Holstein". Sie erhielt 1986 den Siegburger Literaturpreis sowie 2005 (zweiter Preis) und 2010 (erster Preis) den Literaturpreis für Prosa der Künstlergilde Esslingen.

## Werke
- Eine Art Glück, Fulda 1984
- Eine Art Leben, Fulda 1985
- Eine Art Brief, Fulda 1989
- Sturmgesicht, Fulda 1996
- Zwischen Morgen und Abend, Fulda 1996
- Haus mit Inventar, Norderstedt 2011

| Personendaten    | Personendaten                          |
| ---------------- | -------------------------------------- |
| NAME             | Ruge, Doris                            |
| ALTERNATIVNAMEN  | Obermark, Doris (Geburtsname)          |
| KURZBESCHREIBUNG | deutsche Lektorin und Schriftstellerin |
| GEBURTSDATUM     | 18. Dezember 1946                      |
| GEBURTSORT       | Langenberg (Rheinland)                 |